# Batavus
Batavus BV es un fabricante de bicicletas neerlandés, propiedad del conglomerado Europeo de bicicletas Accell Group. Batavus Intercycle Corporation fue el principal fabricante de bicicletas y ciclomotores en los Países Bajos durante la década de 1970. Durante sus años más productivos, 350.000 pies cuadrados de la empresa y sus 700 empleados de la planta de Heerenveen producían 70.000 ciclomotores Batavus y 250.000 bicicletas al año. Durante este tiempo, Batavus estaba exportando el 55% de su producción con el resto destinado a los Países Bajos, donde había más de dos millones de ciclomotores en 1977.

## Historia
En 1904, Andries Gaastra abrió una tienda de venta de relojes y maquinaria agrícola pequeña. En menos de dos años, había añadido bicicletas, vendiéndole bicicletas fabricadas por la empresa alemana Presto. Poco después; empezó a fabricar y vender bicicletas de la marca Batavus.
En 1917, Batavus se apoderó de una fábrica de bicicletas de gran tamaño. La década de 1930 resultó difícil, ya que gran parte de Europa estaba en recesión económica, pero Batavus siguió creciendo mediante la diversificación de la compañía, incluyendo los triciclos, motocicletas y patines de hielo. Durante la Segunda Guerra Mundial, se vio el cierre temporal de la fábrica. El comercio se reanudó en 1945, cuando terminó la guerra y la demanda de bicicletas aumentó. La empresa invirtió en una nueva fábrica con modernas líneas de montaje, lo que llevó a la vanguardia de la fabricación de bicicletas. En 1948, Batavus fue uno de los primeros en desarrollar y fabricar su propio ciclomotor.
En 1954, la empresa produce varios tipos de motocicletas en diversos edificios de la empresa, pero en 1956, 52 años después de que Gasstra abrió su taller, una nueva fábrica se inaugura en el parque industrial en Heerenveen. Tenía un área de 6000 metros cuadrados y la mano de obra había aumentado a 300. Fueron necesarias nuevas ampliaciones y desarrollos y hoy la compañía emplea a cerca de 650 personas. Después de la apertura de nuevos locales la empresa continuó principalmente siendo un fabricante de bicicletas y se benefició de la creciente demanda en todo el mundo. Sin embargo, en 1969, Batavus adquirió la producción de bicicletas y motocicletas de otra empresa neerlandesa, Magneet, y al año siguiente compró una fábrica de motocicletas en Alemania. Aunque las ventas de vehículos motorizados de dos ruedas eran cada vez más fluctuante, con cambios de modelo y estilo, hubo un crecimiento constante cada año.
En la década de 1970, la demanda de bicicletas siguió aumentando, lo que provocó Batavus a ampliar la fábrica de 25.000 metros cuadrados. La demanda del ciclomotores se redujo, y aunque hubo un aumento significativo en la popularidad del ciclomotor en los EE. UU. durante la crisis del petróleo de la década de 1970, Batavus construyó y envió el último ciclomotor en la década de 1980.

## Innovaciones
El Batavus NuVinci Adagio™ equipada con un revolucionario cambio de NuVinci™ de transmisión variable continua, obtiene el premio de «Bicicleta del Año 2007». El componente propulsor NuVinci™ también ganó el premio de honor de «Innovación Tecnológica del Año» de la prestigiosa exposición Europea.

## Galería

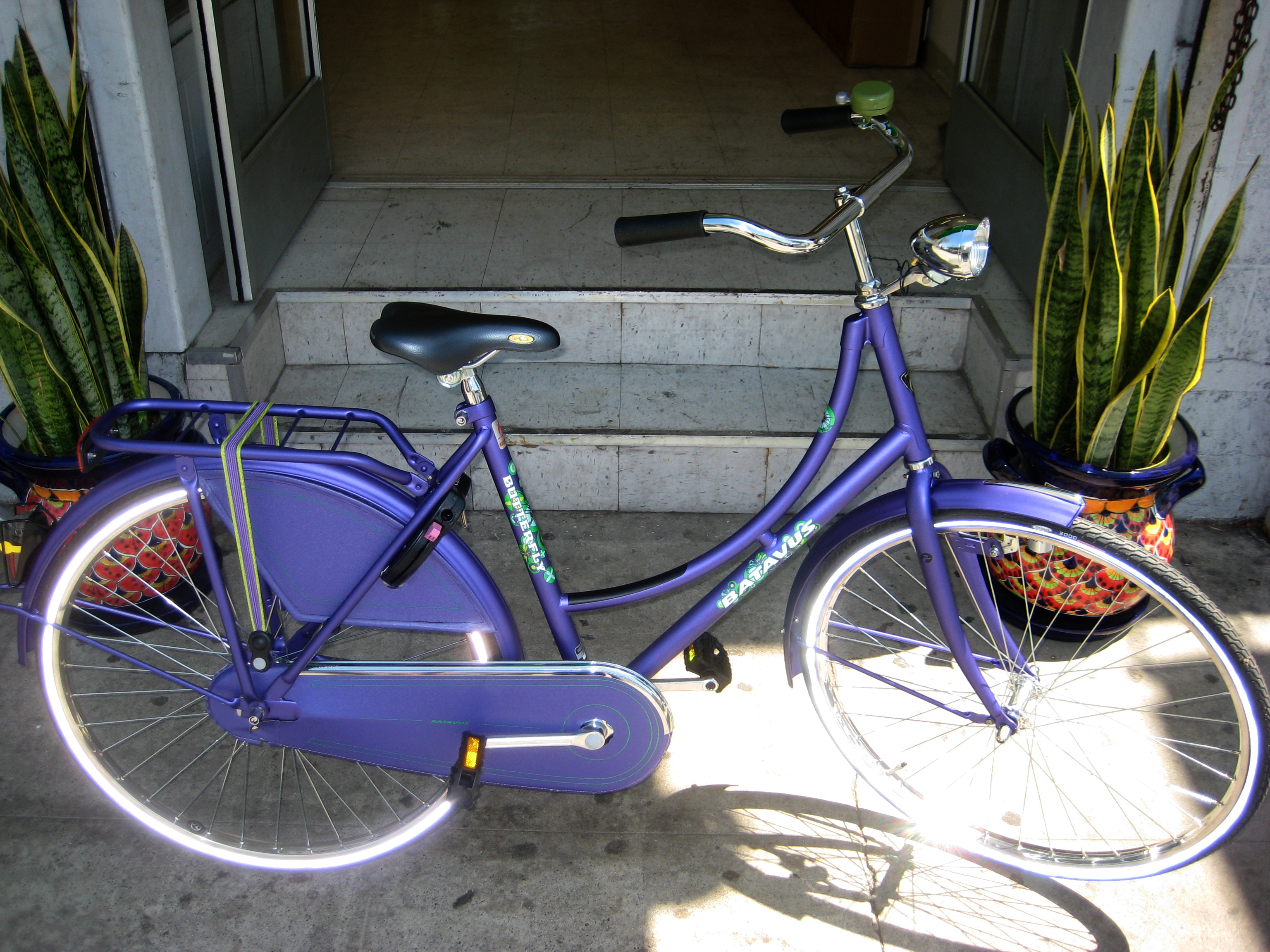
Batavus Old Dutch damas en violeta–lila
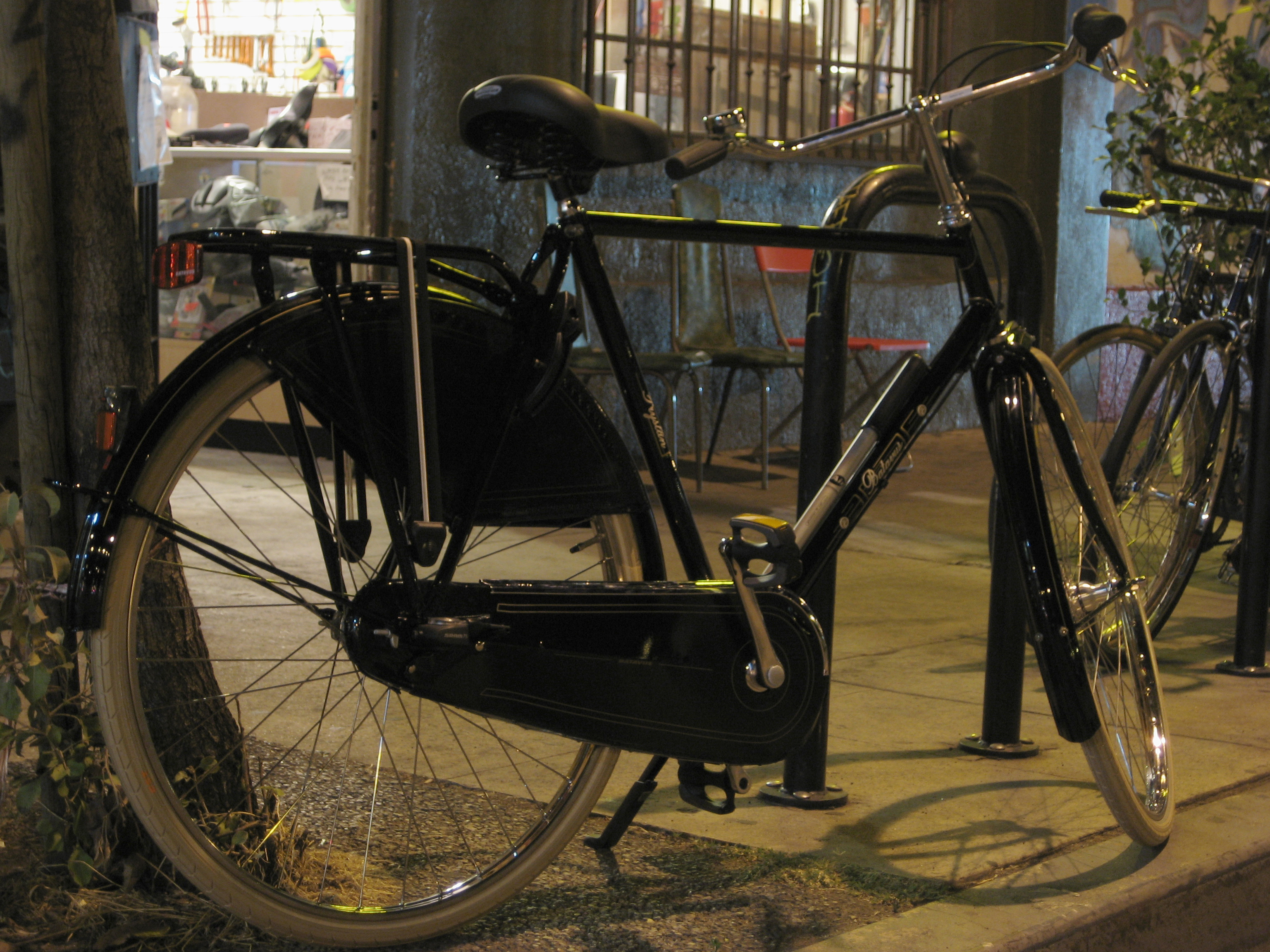
Batavus «roadster neerlandés»
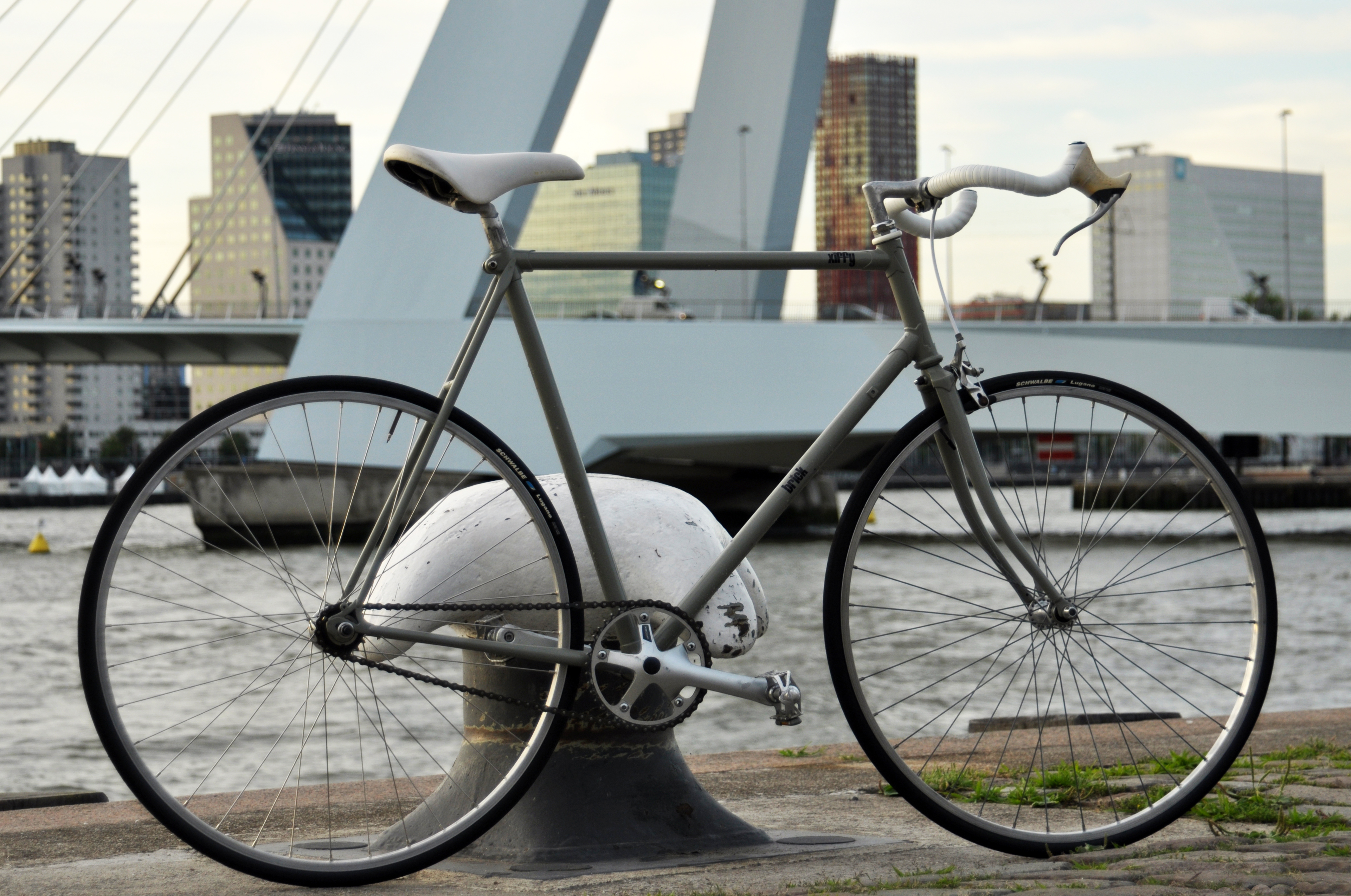
Un antiguo cuadro Batavus, repintado y construido como una bicicleta de piñón fijo
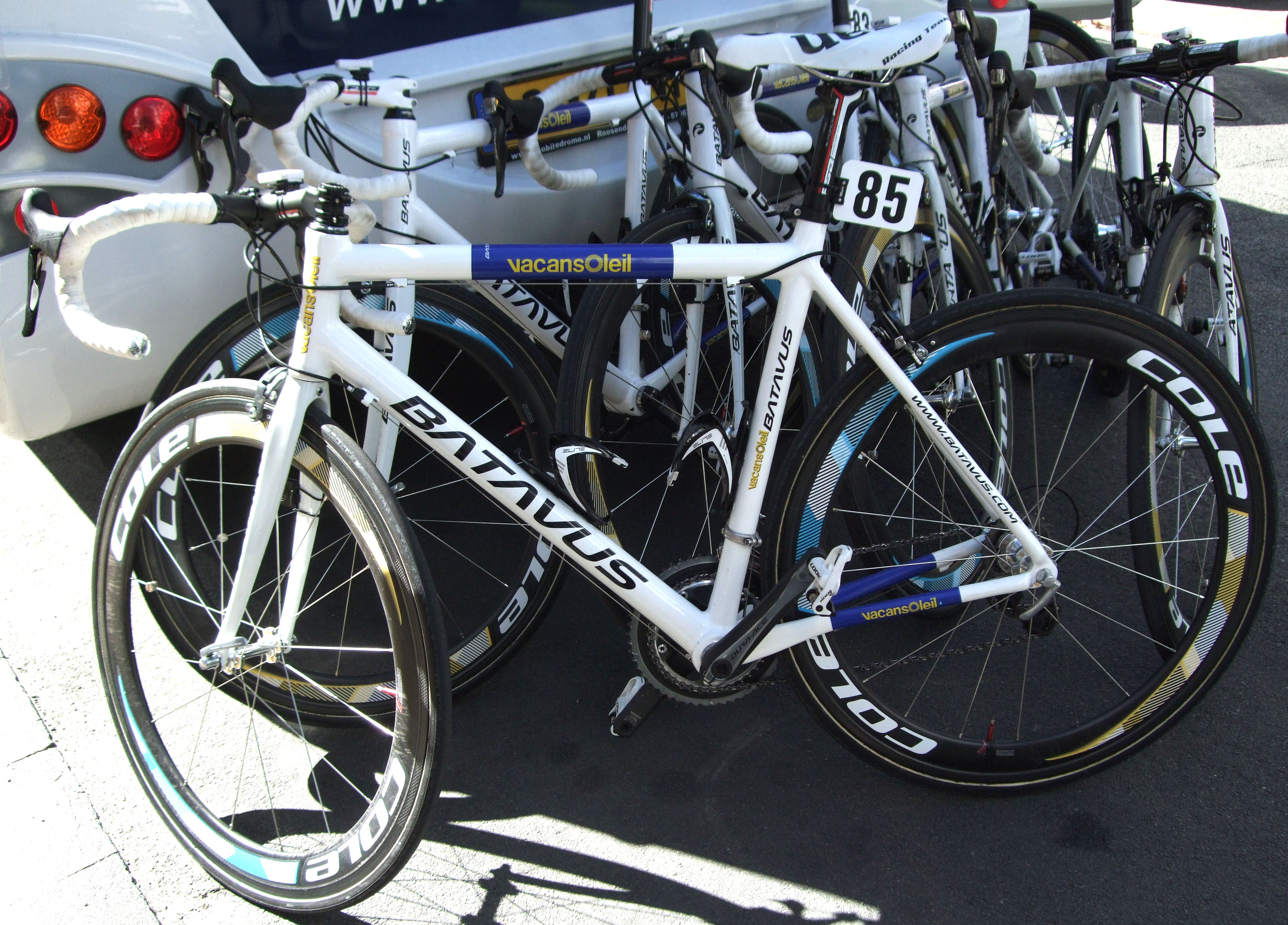
Tour du Poitou-Charentes 2010.